# Parlement (série télévisée)
Parlement est une série télévisée franco-germano-belge en quarante épisodes de 26 minutes, créée par Noé Debré, coécrite par Noé Debré, Doran Johnson, Pierre Dorac et Maxime Calligaro, et diffusée à partir du 9 avril 2020 sur france.tv. Elle a été co-réalisée par Émilie Noblet et Jérémie Sein. 
La série comique décrit la découverte du Parlement européen et de son fonctionnement par un jeune assistant parlementaire, Samy, qui tente au cours des épisodes de faire adopter un amendement interdisant le shark finning.
Coproduction internationale, Parlement est joué en trois langues principales : le français, l'anglais, l'allemand.
Une troisième saison de 10 épisodes a été tournée du 24 octobre au 12 décembre 2022,,, et a été diffusée à partir du 29 septembre 2023. L'eurodéputée Manon Aubry et Margrethe Vestager, vice-présidente exécutive de la Commission européenne, apparaitront dans leurs propres rôles.
La quatrième et dernière saison, qui est centrée sur le Conseil européen,,, a été diffusée à partir du 9 septembre 2024 en Belgique et du 7 mai 2025 en France.

## Synopsis
Samy débarque à Bruxelles au lendemain du vote du Brexit. Jeune assistant parlementaire fraîchement engagé, il ne connaît pas grand-chose aux institutions européennes, mais espère s’en tirer au charme et au bagout. Par maladresse, il se retrouve chargé de faire adopter un amendement sur la pêche. Il va prendre son destin en main, mais il n'aurait peut-être pas dû… Il n’a pas la moindre idée de la manière dont on fait adopter un amendement au Parlement et a six mois pour y parvenir. Ainsi débute son chemin de croix, entre apprentissage et renoncement.

## Distribution
Sauf indication contraire, les informations mentionnées dans cette section peuvent être confirmées par les bases de données cinématographiques  présentes dans la section « Liens externes ».

### Personnages principaux
- Xavier Lacaille (VF : lui-même) : Samy Kantor, alias « Samy the shark », assistant parlementaire de Michel Specklin, puis de Valentine Cantel (depuis la saison 1)
- Liz Kingsman (en) (VF : Isabelle Volpé (saisons 1-2) Leslie Coudray (saison 3) Isabelle Volpé (saison 4)) : Rose Pilkington, assistante parlementaire anglaise de Sharon Redlion, puis lobbyiste, puis journaliste (depuis la saison 1)
- Philippe Duquesne (VF : lui-même) : Michel Specklin, député européen français centriste, puis Président du Parlement européen (depuis la saison 1)
- Lucas Englander (de) (VF : Alan Aubert-Carlin (saisons 1-2) puis lui-même (saison 3)) : Torsten Muckenstrum, alias « Toto », assistant allemand d'Ingeborg et acolyte de Samy (plus ou moins contre le gré de ce dernier) (saisons 1, 2 et 3)
- William Nadylam (VF : lui-même) : Eamon Geragthy, « le méchant surveillant », administrateur de la Commission Pêche, mentor énigmatique de Samy (depuis la saison 1)
- Niccolò Senni (it) (VF : Tony Marot (saisons 1-2) puis lui-même (saison 3)) : Guido Bonafide, lobbyiste italien sans scrupules (depuis la saison 1)
- Christiane Paul (VF : Marie Diot) : Ingeborg Becker, conseillère politique allemande, ambitieuse et manipulatrice (saison 1)
- Jane Turner (VF : Claudia Dimier) : Sharon Redlion, députée européenne britannique pro-Brexit (saison 1)
- Georgia Scalliet (VF : elle-même) : Valentine Cantel, députée européenne française centriste, puis Commissaire européenne (depuis la saison 2)
- Elina Löwensohn (VF : elle-même) : Carmen Saru, Directrice générale des Affaires maritimes et des pêches à la Commission européenne (depuis la saison 2)
- Johann von Bülow (VF : Fabrice Lelyon) : Martin Kraft, chef de cabinet allemand du Président du Parlement européen (saison 2 et 3)
- Martina Eitner-Acheampong (de) (VF : Catherine Privat) : Gesine Breschenschneider, députée européenne allemande conservatrice (depuis la saison 2)
- Soma Pysall (de) (VF : Hortense Marin) : Zeyneb Kaya, assistante parlementaire de Gesine Breschenschneider, puis spin doctor de Conrad Stracke (saisons 3 et 4)
- Barbara Krzoska : Magda Novac, journaliste associée de Rose (saisons 3 et 4)
- Martin Brambach : Konrad Stracke, président du Parti populaire européen, puis Président du Parlement européen (saisons 3 et 4)
- Koen Van Impe (nl) (VF : Éric Missoffe (saisons 1-2) puis lui-même (saison 3)) : Cornelius Jaeger, députée européen belge flamand écologiste et allié de Samy (saisons 1, 2 et 3)
- Gustaf Hammarsten : Svev Jensen, député européen suédois (saison 2, 3 et 4)

### Personnages secondaires
- Pascal Sangla : Gilles (saisons 3 et 4)
- Ambroise Carminati : Félix, conseiller diplomatique à la représentation permanente de la France auprès du Conseil (saison 3 et 4)
- Éric Caravaca : Roland, l'ambassadeur français auprès du Conseil (saison 4)
- Rosa Lembeck : Annika, conseillère diplomatique à la représentation permanente de l'Allemagne auprès du Conseil (saison 4)
- Quentin Minon : Miguel
- Anaïs Parello (VF : elle-même) : Lydia Delsol, membre espagnole d’une ONG écologiste et copine de Samy (saisons 2 et 4)
- Jean-Benoît Ugeux (VF : Jérôme Keen) : Maurice Casier, conseiller politique Pêche ADLE (saisons 1 et 2)
- Bernard Cogniaux : Jacques-Henri, membre du Secrétariat général du Conseil (saison 4)
- Sacha Petronijevic : Miroslav, conseiller diplomatique à la représentation permanente lituanienne auprès du Conseil (saison 4)
- Frédéric Blin : Bertrand, huissier au Parlement européen (saisons 2 et 3)
- Clara Simpson : Catherine, Secrétaire générale de la Commission européenne (saison 4)
- Elvira Tröger (VF : Clara Soares) : Maja Karlsson (saison 1)
- Jean-Mathias Pondant : L'interprète (saison 4)

### Autres (par ordre alphabétique)
- Manon Aubry : elle-même (caméo) (saison 3)
- Clément Baronnet : l'agent de sécurité belge
- Clément Beaune : lui-même
- Amélie Belohradsky : Josefina
- Fayssal Benbahmed : Radek
- Xavier Boulanger : l'agent de sécurité français
- Benoît Biteau : lui-même (caméo) (saison 4)
- Andreea Camen : Eva, l'assistante de Carmen Saru (saison 2 à 4)
- Luke Calzonetti : l'employeur de Facebook
- José-Luis Criado : Rubial Sanchez Casas De Alba
- Gauthier Danniau (VF : Vincent de Boüard) : Kenneth
- Gauthier Danniau : le gardien de nuit
- Klaus Fischbach : le président du parlement - Strasbourg
- Bruno Georis : huissier commission économique
- Alice Hubball (VF : Nayéli Forest) : Marianne Nordager
- Pascal Lamy : lui-même (caméo)
- Sandrine Laroche : électrice - professeur d'histoire
- Yann Leriche : chauffeur de taxi
- Aurora Marion : Femke Van Gils
- Olivier Massart : électeur - professeur de biologie
- Nagisa Morimoto : l'assistante de Vasilios Kapsis
- Raymond Olry : un militaire
- Ana Rodriguez : Alicia León Sánchez
- Daniel Sanz Sieteiglesias : Gorka Munduberri
- Jonathon Sawdon : l'interlocuteur sur Skype
- Joren Seldeslachts : Lucas Iris, assistant de Nordager
- Georges Siatidis : Vasilios Kapsis, président de la Commission de la pêche du Parlement européen
- Freddy Sicx : le mari de l'électrice
- Nicole Valberg : le chef du groupe d'électeurs
- Margrethe Vestager : elle-même (caméo) (saison 3)
- François-Michel Van Der Rest : huissier commission pêche
- Carole Weyers (VF : Marie Giraudon) : Janet Moore
- Shane Woodward : Leroy Sparks
- Luis Rego : Jorge, députée européen
- Ryan Kenneth Stevens : un député flamand (saison 4)

## Production
Parlement est une co-production Cinétévé (France), Artémis Productions (Belgique) et CineCentrum (Allemagne). Le budget pour la saison 1 est de 2,5 millions d'euros, deux à trois fois inférieur à des productions de la même ampleur.
À partir de la saison 2, la série est doublée en français sur les passages en langue étrangère, lors de sa diffusion sur France 5.

### Développement
Parlement est une idée originale de Noé Debré, scénariste et réalisateur à la filmographie de coauteur éclectique, avec notamment Dheepan de Jacques Audiard, Le Brio d'Yvan Attal ou Le Poulain de Mathieu Sapin.
La série part du constat d'un décalage entre un récit récurrent dans la fiction – celui de dirigeants au pouvoir décroissant qui luttent pour continuer à exister médiatiquement - et l'histoire que nous raconte le Parlement européen – celui de parlementaires au pouvoir croissant qui tentent d'en faire le meilleur usage possible en dépit de la complexité des institutions dans lesquelles ils évoluent.
Parlement témoigne ainsi d'une volonté, non pas de juger ces institutions, mais de les dépeindre avec fidélité : « La série n'a évidemment pas pour objet de promouvoir ou de flétrir les institutions, mais d'en proposer un portrait fidèle et drôle ».

### Tournage
Le tournage de la série s'est déroulé entre Bruxelles (au Comité européen des régions et au Comité économique et social européen) et Strasbourg (Parlement européen). Au départ réticent à l'idée d'accepter une équipe de tournage, les équipes du Parlement européen sont finalement convaincues par les producteurs d'accepter celui de la première saison. L'équipe tourne alors au Comité européen des régions à Bruxelles, ressemblant fortement au Parlement européen, en variant les angles de vues pour faire illusion d'être dans différents endroits.  
Le tournage d'une deuxième saison est confirmé le 11 juin 2020,,,, pour une diffusion prévue le 9 mai 2022,. Pour la saison 2, le tournage s'est effectué en intégralité à Strasbourg du 19 juillet au 3 septembre 2021,.
La saison 3 est tournée du 24 octobre au 12 décembre 2022, dont une semaine au siège de la Commission européenne, à Bruxelles. La diffusion de la saison 3 a lieu le 29 septembre 2023. Une quatrième saison est annoncée en préparation le même jour.

### Fiche technique
Sauf indication contraire, les informations mentionnées dans cette section peuvent être confirmées par les bases de données cinématographiques  présentes dans la section « Liens externes ».
- Titre original : Parlement
- Création : Noé Debré
- Scénario : Noé Debré, Doran Johnson, Pierre Dorac, Maxime Calligaro, Mareike Engelhardt, Lily Lambert
- Réalisation : Jérémie Sein (13 épisodes), Émilie Noblet (10 épisodes), Moritz Parisius (4 épisodes), Amélie Bonnin (3 épisodes), Noé Debré (2 épisodes), Pierre Dorac (2 épisodes) , Marie Rosselet-Ruiz (1 épisode)
- Musique : François Clos, Julie Roué, Thibault Lefranc
- Pays de production :  France

## Épisodes

### Saison 1 (2020)
1. J'ai jamais eu de rapports : Au lendemain du vote du Brexit, Samy arrive à Bruxelles en tant que jeune assistant parlementaire. Il espère compenser sa moindre connaissance des institutions européennes par son charme et son bagout. Par maladresse, il se retrouve, dès son premier jour, chargé de faire adopter un amendement sur la pêche. Il n'a pas d'autres choix que de prendre son destin en main.
2. L'Invincible Armada : Pour parvenir à ses fins, Samy doit amadouer son conseiller politique, Maurice. Mais ça ne peut se faire qu'au prix de l'amour de sa vie... et de sa dignité.
3. La Politique et les Saucisses : Samy se débat dans les grandes eaux, entre requins, banquiers et nazis, pour tenter d'élaborer un amendement de compromis. À condition bien sûr de savoir d'abord de quoi il s'agit.
4. Le Plus Vieux Métier du monde : Samy oscille entre sa fidélité à la cause des requins, les menaces d'Ingeborg, les manipulations de Guido et sa propre lâcheté. Rose, de son côté, s'essaie au plus vieux métier du monde : celui de lobbyiste.
5. Demos Kratos : À la venue d'électeurs souhaitant visiter le Parlement, Samy, à son grand dam, doit troquer sa casquette d'assistant parlementaire contre celle de guide touristique. Sharon, elle, s'échine à trouver une solution à la question de la frontière nord-irlandaise.
6. Je suis Sharky : Samy, Rose et Torsten décident d'organiser une conférence de sensibilisation sur les requins. Pour séduire du monde, ils doivent trouver un intervenant célèbre. La commissaire danoise, sur laquelle ils jettent leur dévolu, fait chavirer le cœur de Samy.
7. Wild West Wing : La campagne anti-finning est lancée. Un célèbre activiste américain est invité au Parlement pour défendre la cause. Hyper enthousiaste, physique de play-boy, américain.
8. Le Pacte de stabilité : Samy et Rose se retrouvent enfermés une nuit entière dans le bureau de Cornélius. L'alcool et les protéines délient les langues.
9. Strasbourg, Outre-Rhin : Voyage à Strasbourg pour le vote. Samy est confiant. Ingeborg poursuit ses manigances. Eamon, fidèle au poste, veille.
10. C'était un jeune requin : Le vote sur le finning arrive enfin. Rose se prépare au grand départ. Torsten à la fête de la saucisse. C'est le grand final.

### Saison 2 (2022)
La diffusion de la seconde saison commence le 9 mai 2022 sur France TV Slash.
1. Top Jobs Magic Circus : C’est la rentrée parlementaire à Strasbourg. Samy tente désespérément de se trouver un nouvel eurodéputé, mais ne tombe que sur des cas cliniques. Lorsqu’il jette finalement son dévolu sur l’ambitieuse et fraîchement élue Valentine Cantel, Samy bouleverse l’ordre cosmique parlementaire. Tandis que Michel ressent cruellement l’absence de Samy, Rose fait son retour au Parlement, cette fois dans le camp des lobbyistes.
2. Mais qui est-ce ?? : Aidé de Torsten, Samy a vingt-quatre heures pour dégoter le candidat idoine pour le poste de président du Parlement, prévenir une crise diplomatique et surtout échapper à la colère de l’influent Martin Kraft. Le tout en babysittant sa nouvelle députée, Valentine, impatiente de faire ses preuves. Confrontée à sa première mission de lobbyiste, Rose doit déployer toute son ingéniosité pour percer l’identité d’une mystérieuse eurocrate. Après avoir écarté toutes les autres possibilités, Samy finit par trouver le président idéal, aussi inattendu soit-il.
3. Les Habits neufs du président : Samy cherche le grand dossier qui fera la réputation de sa patronne, épaulé par un stagiaire surqualifié qui menace de lui faire de l’ombre. Il doit aussi apprendre fissa les bases du féminisme pour pouvoir donner le change devant les amies de Lydia, sa petite copine ultra woke. Surveillé de près par Martin Kraft, Michel découvre ses nouvelles fonctions de président.
4. Les Pingouins : Après le lancement de leur Blue Deal, Valentine et Samy doivent constituer l’équipe de négociation du Parlement. Mais entre la députée allemande qui dit toujours non, le Suédois émotif et confus et le Portugais plus intéressé par Valentine que par les poissons, sauver les océans s’annonce plus compliqué que prévu. Pendant ce temps, Rose organise son premier événement de lobbyiste et doit faire ses propres compromis.
5. Les Chariots en cercle : C’est la première journée des négociations sur le Blue Deal. Pour faire face à la Commission européenne, incarnée par Carmen, l’alter ego et ennemie jurée d’Eamon, ainsi qu’aux redoutables diplomates néerlandais, qui représentent les États membres du Conseil, il y a Valentine, Samy et leur équipe de bras cassés. Autant dire que la partie n’est pas gagnée. Et c’est sans compter sur les efforts des lobbyistes déterminés à stopper le Blue Deal, avec Rose en première ligne malgré elle.
6. Objet légiférant non-identifié : Alors que les négociations du Blue Deal entre le Parlement et le Conseil patinent, Samy cherche de quoi faire plier les Néerlandais. En coulisses, Eamonn et Carmen se livrent une guerre sans pitié au nom de leurs institutions respectives. Sur la sellette, Rose cherche à percer le mystère Eamon pour revenir en grâce auprès de son boss.
7. Vox populi : Alors que Samy et Valentine croient avoir trouvé l’arme parfaite pour forcer la main des Néerlandais, ils découvrent qu’ils ont en fait glissé un caillou dans leur propre chaussure. Samy va devoir choisir entre le Blue Deal, sa conscience et sa petite amie. Après un discours improvisé, Michel goûte aux joies du plébiscite populaire, ce qui n’est pas sans inquiéter les hautes sphères de l’Eurocratie.
8. La Petite Vadrouille : Le Blue Deal est sur le point de s’effondrer sous la pression des Allemands et en particulier de Martin Kraft. Seul le Président du Parlement pourrait sauver l’affaire. Oui oui, on parle bien de Michel… Encore faudrait-il que Samy parvienne à le soustraire à ses gardiens. Rose doit quant à elle vanter les mérites de la pêche électrique, mais est distraite par la perspective d’un Samy fraîchement célibataire après sa rupture avec Lydia.
9. La Négo : L’ultime nuit de négociation du trilogue commence. Sans horaire de fin fixé. En d’autres termes, le dernier debout remporte la victoire. Alors qu’une lutte acharnée s’engage avec les Néerlandais autour d’une obscure histoire de comptabilité, Valentine se voit proposer un maroquin ministériel si elle cède. Tandis que les négociations durent, Rose rôde dans les couloirs, cherchant toujours à vendre sa pêche électrique.
10. On va en after ? : Après le sacrifice de l’amendement sur le finning par Valentine, Samy est effondré ; tout espoir est-il vraiment perdu ? Son Blue Deal conclu, Valentine part à Paris pour prendre son poste de secrétaire d’État. Elle propose à Samy de la suivre. C’est le temps du choix pour le jeune assistant parlementaire : l’Europe ou la France, ses convictions ou sa carrière, Rose ou Lydia.

### Saison 3 (2023)
La troisième saison est mise en ligne le 29 septembre 2023.
1. On ne peut plus rien dire
2. Le Background
3. Ego te absolvo
4. Le Grand Départ
5. Super Pro Brexit
6. Riders
7. You shall not pass
8. Comme le disait Jean Monnet
9. Fish and Ships
10. Europe, the Musical

### Saison 4 (2024)
Le 26 février 2024, France tv annonce une 4e et dernière saison. Elle est mise en ligne le 7 mai 2025.
1. L'Europe c'est du chinois
2. Euro Bingo
3. Photo de famille
4. Kaunas
5. Deutsche Qualität
6. Justus et moi
7. Bouc émissaire
8. Le Sommet de la dernière chance
9. Politique quantique
10. Le Millepatte européen

## Accueil

### Audiences
La saison 1 a été visionnée deux fois plus que les estimations prévues sur la plateforme France.tv. Lors de sa diffusion, elle est l'une des meilleures audiences de la fiction numérique de France Télévisions. Au total, la saison 1 a été visionnée plus de 2,4 millions de fois.
Sur ses deux premières saisons, la série cumule 5 millions de vues.

### Réception critique
La série reçoit un accueil très positif de la presse française à sa sortie en avril 2020,,,,, ainsi que plusieurs prix.
Le Figaro est séduit par une série "désopilante" se situant « entre satire et comédie kafkaïenne jamais vacharde ». Le Monde souligne le burlesque et la portée éducative de la série, qui permet à la série d'aller au-delà des séries politiques britannique The Thick of It et américaine Veep. Pour Télérama, la « série dévoile progressivement son potentiel comique ». La Vie note la qualité des dialogues mais constate que la série s’essouffle un peu dans sa deuxième moitié. Et pour Le Parisien, la série réussit son pari haut la main en étant drôle et instructive. Pour France Culture, enfin, Parlement « redonne espoir en l'Union européenne ».

## Distinctions

### Récompenses
- Prix de l'association des critiques de série 2020 : Meilleure série 26 minutes[35]
- Prix Adolf-Grimme 2021 : Meilleure fiction[36],[37]
- Festival de la fiction TV de La Rochelle 2023 : Meilleure série de 26 minutes[38]

### Nominations
- Rockie Awards 2021 : Meilleure série comédie[39]